# Ratpenat de llança ratllat
El ratpenat de llança ratllat (Gardneryctis crenulatum) és una espècie de ratpenat de la família dels fil·lostòmids que viu a Centreamèrica, des del sud de Mèxic fins a Panamà, i a la meitat nord de Sud-amèrica, a Colòmbia, Veneçuela, Surinam, Guaiana, la Guaiana Francesa, l'Equador, el Perú, el Brasil i Bolívia.

## Subespècies
- G. c. crenulatum
- G. c. longifolium
- G. c. picatum